# Progetto Avanti
Progetto Avanti – The Swedish Guitar Project var en svensk musikgrupp som startades 1991 av gitarristerna Håkan Frennesson och Max Gossell.
Projektet (Progetto Avanti = "projekt framåt") var ämnat åt att utforska/utvidga gränserna vad gäller klassiskt gitarrspel, både avseende teknik och repertoar. Grundkonceptet var att göra detta genom att arrangera om kompletta orkesterverk för två gitarrer. Deras repertoar blev därför tekniskt oerhört komplicerad och komplex, och krävde ibland udda lösningar – som till exempel mellansatsen i Vivaldis "Vintern", där den ackompanjerande gitarren använder modellera under strängarna för att kunna återge original-violinernas pizzicato-effekt.
Deras genombrott på den internationella arenan kom 1992, då de representerade Sverige vid Världsutställningen i Sevilla 1992. Där framförde de också det verk som kom att bli deras "signatur" – den egna versionen för två gitarrer av verket Concierto de Aranjuez av Joaquín Rodrigo, i original skrivit för gitarr och orkester. Detta arrangemang är unikt såtillvida att det är det enda arrangemang – alla kategorier – av detta kända verk som blivit godkänt av maestro Rodrigo själv.
I mitten av 1990-talet blev de som de första svenska artisterna kontrakterade av Warner Classics International, som la dem på etiketten "Finlandia Records". Debutalbumet Orchestral Illusions utkom 1997 som en "Warner First International Priority Release" och den fick mycket goda recensioner världen över. Efterföljaren Baroque Illusions kom 1999. Progetto Avanti fick efter denna platta kontrakt på ytterligare 5 cd-skivor, men olika omständigheter gjorde att dessa aldrig producerades.
Projektet tog definitivt slut 2004. Deras skivor är numera svåra att få tag på, men kan streamas/laddas ner från sajter som Spotify och Apple Store.